# Егзотоксин
Егзотоксин је хемијкса супстанца коју излучују микроорганизми: бактерије, гљиве, алге и протозое. Ове супстанце су у стању да изазову изумирање ћелија организма или поремећај њихове функције. На тај начин настају многе болести.
Егзотоксини су ротеинске природе, па су због тога термолабилни. У дигестивном тракту, нарочито у желуцу, подлијежу денатурацији од стране хлороводоничне киселине. У организам се уносе парентерално. Јако су токсични. Јачина се изражава у облику ЛД 50 (најмања количина токсина која за најкраће вријеме убије 50 процената лабораторијских животиња, у експерименту под строго контролисаним условима).

## Подела
Подела егзотоксина може се извршити на основу врсте ћелија на коју они делују. Тако нпр. неуротоксин делује на нервне ћелије, ентеротоксин на ћелије црева (ентероците), хематотоксин на ћелије крви, а цитотоксин на више типова ћелија.
Подела егзотоксина може се извршити и на основу њихове структуре: АБ токсини, мембрански токсини и суперантигени токсини.

### АБ токсини
Састоје се из 2 подјединице:Б или везујуће (енгл. binding), која је већа и А (активне), која изазива дејство. У ову групу спадају токсини дифтерије, колере и тетануса.
| АБ токсин        | ћелијски специфитет                  | механизам дејства | улога у болести                                                                                         |
| токсин дифтерије | делује на више различитих ћелија     | АДП-фосфорибозил трансфераза. Услед преношења АДП-рибозе инактивира фактор елонгације 2 у процесу синтезе протеина (транслација)                              | изумирање ћелија слузокоже респираторног система. Оштећења мишићних ћелија срца, бубрега, пареза нерава |
| токсин колере    | ћелије цревне слузокоже (ентероцити) | АДП-рибозилтрансфераза. Преношење АДП-рибозе на протеин Г, активација аденил циклазе и синтеза цАМП-а, што изазива секрецију електролита и воде у лумен црева | масивна, водена дијареја, поремећаји ацидо-базне равнотеже                                              |
| токсин тетануса  | нервне ћелије, синапсе               | металопротеаза, разлаже протеине који учествују у ослобађању инхибишућих неуротрансмитера у предњим роговома кичмене мождине                                  | повишен мишићни тонус, грчеви попречно-пругастих мишића                                                 |

### Мембрански токсини
Ова група токсина уништава биолошке мембране тако што буше отворе (поре) у њима или ензиматсли разлажу фосфолипиде ћелијских мембрана (делују као фосфолипаза). У ову групу спадају алфа токсин, кога секретују неке клостридије и листериолизин, кога секретју листерије.
| Мембрански токсини | ћелијски специфитет              | механизам дејства              | улога у болести |
| алфа токсин        | делује на више различитих ћелија | фосфолипаза                    | лизирање (разлагање) ћелија                                                                                          |
| Листериолизин      | делује на више различитих ћелија | буши поре у ћелијској мембрани | уништавање мембране фагозома (везикула после фагоцитозе) и ослобађање фагоцитованих листерија из белих крвних зрнаца |

### Суперантигени токсини
Овде припада токсин златног стафилокока лат. Staphylococcus aureus који изазива токсични шок синдром.
| Суперантигени токсини          | ћелијски специфитет                                 | механизам дејства                                                  | улога у болести                                            |
| токсин синдрома токсичног шока | делује на бела крвна зрнца: Т-лимфоците и макрофаге | стимулише стварање и ослобађање медијатора запаљења из ових ћелија | повичена температура, егзантем (осип), пад крвног притиска |